# Deudorix penningtoni
Deudorix penningtoni är en fjärilsart som beskrevs av Van Son 1949. Deudorix penningtoni ingår i släktet Deudorix och familjen juvelvingar. Inga underarter finns listade i Catalogue of Life.